# 林新棟
林新棟，MH（1998年8月31日—），香港男子賽艇運動員。

## 簡歷
林新棟早年就讀紡織學會美國商會胡漢輝中學，2015年升讀中六時轉讀林大輝中學。2018年8月，林新棟代表香港參加2018年亞洲運動會賽艇比賽，與周義評、張銘恆、梁俊碩、廖賡裕、鄧超萌、黃柏恩、黃偉健和袁潤林合作出戰男子輕量級八人艇項目，在決賽以6分14秒46的成績贏得銅牌。及後於2019年入讀教育大學進修。
林新棟在2018年獲時任民政事務局局長劉江華頒授民政事務局局長嘉許狀及獎章，以嘉許他在推動康樂體育發展的傑出貢獻。2024年，林新棟亦獲頒授榮譽勳章，以嘉許他在國際賽艇比賽中的卓越表現。